# 雄玛乡
雄玛乡（藏語：གཞོང་མ་），是中华人民共和国西藏自治区日喀则市萨迦县下辖的一个乡镇级行政单位。

## 行政区划
雄玛乡下辖以下地区：
吉堆村、旺堆村、加布堆村、雄玛村、德庆孜村、琼孜村、夏堆村、强贵村、江嘎村、森格孜村、吉隆村和德萨村。